# Georg Ludwig von Köller-Banner (General)

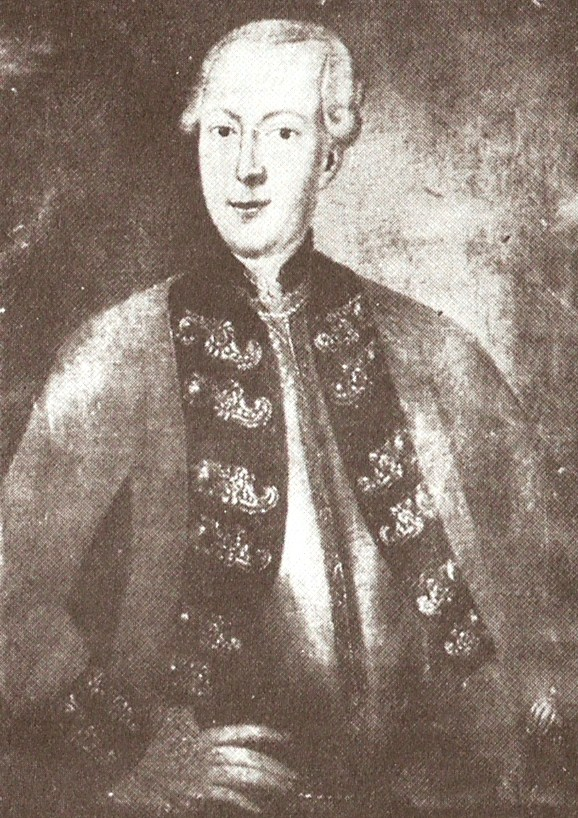
Georg Ludwig von Köller-Banner
dänischer General der Infanterie

Georg Ludwig von Köller, ab 1772 von Köller-Banner (* 1728; † 30. April 1811 in Altona) war ein dänischer General der Infanterie und Gutsbesitzer in Pommern.

## Leben
Er entstammte dem alten pommerschen Adelsgeschlecht Köller. Köller war Generalleutnant unter dem dänischen König Christian VII. Später trat er das Erbe auf den Familiengütern Moratz, ab 1776 auf Dischenhagen und Hammer, 1781 auf Kantreck und Lüttmannshagen sowie Schwanteshagen in Pommern an.
Er war der Bruder des königlich dänischen Hofmeisters Oberst von Köller. Georg Ludwig von Köller wurde im Jahr 1756 Kapitän-Oberst in einem landgräflich hessischer Regiment. Nach dem Tod seines älteren Bruders kam er 1760 als hessischer Major nach Kopenhagen. Im Jahr 1761 wurde er im Regiment Falster zum Oberstleutnant befördert und 1767 als Oberst zu dessen Kommandeur ernannt.
Er war maßgeblich am Sturz des Arztes und Ministers Johann Friedrich Struensee aus Altona beteiligt, der am dänischen Hof die Freundschaft des Königs gewonnen und eine Reihe von Reformen im Sinne der Aufklärung eingeleitet hatte. Struensee wurde, nach einer offensichtlichen Liaison mit Königin Caroline Mathilde, von konservativen Kräften gestürzt, am 17. Januar 1772 verhaftet und am 28. April vor den Toren Kopenhagens hingerichtet.
In Anerkennung seiner Verdienste wurde Köller zum Generalleutnant befördert, wurde Sprecher der Infanterie im königlichen Militärkollegium und erhielt ein Jahresgehalt von 4.400 Talern. Außerdem erhielt er am 13. Februar 1772 auf Schloss Christiansborg die dänische Adelsnaturalisation nebst Namen- und Wappenvereinigung mit dem des im Jahr 1713 ausgestorbenen dänischen Adelsgeschlechts Banner. Zusätzlich wurde ihm auch noch der Dannebrog-Orden verliehen. Ebenfalls im Jahr 1772 war Köller Generaladjutant des Königs und hatte eine Wohnung auf Schloss Frederiksborg.
Später wurde er aber, nachdem er zunehmend anmaßend und überheblich schien, von seinen Gegnern verunglimpft und sogar der Zusammenarbeit mit Frankreich und Schweden bezichtigt. Er wurde aus seinen bisherigen Ämtern entlassen und 1773 zum Militärgouverneur der Festung Rendsburg ernannt. Allerdings beließ man ihm als den „Helden des 17. Januar“ sein bisheriges Jahresgehalt. Nach einigen Intrigen der Generalität gegen ihn bat er mit Datum vom 17. Januar 1775 um seinen Abschied aus der dänischen Armee. Christian IV. entließ ihn am 23. Januar unter Beibehaltung seines Ranges und Gehalts, erlaubte ihm aber, „andere Armee zu besuchen und auswärtigen Feldzügen beizuwohnen“. Daraufhin ging Köller nach Wien in österreichischen Militärdienst, kehrte aber schon 1777 wieder nach Kopenhagen zurück.
In einer folgenden Liaison mit der königlich dänischen Hofschauspielerin Maria Morell wurde ihm im Jahr 1776 sein gleichnamiger Sohn Georg Ludwig von Köller-Banner (1776–1843) geboren. Dieser Skandal führte letztlich dann doch zu Köllers Entlassung aus dem dänischen Militär bei Beibehaltung seines Jahresgehalts von 4.400 Talern auf Lebenszeit.
Köller-Banner ging nun zunächst nach Pommern, wo er Erbe einiger Familiengüter war, zog aber noch im selben Jahr 1776 nach Altona um, das damals zum dänischen Königreich gehörte, wo er am 30. April 1811 auch starb. In Altona (genauer im heutigen Hamburger Stadtteil Ottensen) schuf er einen herrschaftlichen Landsitz, später „Rainville“ benannt.

## Orden und Ehrenzeichen
- Ritter des Dannebrog-Ordens, 17. Januar 1772[10]
- Ring „pro Merito“, 1774[11]